# Michael Aschbacher

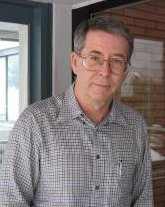
Michael Aschbacher

Michael Aschbacher (8 april 1944) is een Amerikaanse wiskundige die het meest bekend is vanwege zijn werk op het gebied van de eindige groepen. In de jaren 1970 en 1980 was hij een van de leidende figuren bij de voltooiing van de classificatie van eindige enkelvoudige groepen. Later bleek dat de classificatie  onvolledig was, omdat het geval van de quasidunne groep niet was voltooid. Deze kloof werd door Aschbacher en Stephen D. Smith in 2004 in een tweetal boeken, die in totaal 1300 pagina's beslaan, vastgesteld. Aschbacher is momenteel de "Shaler Arthur Hanisch" hoogleraar wiskunde aan het California Institute of Technology.
In 1966 verkreeg hij zijn B.Sc. aan het California Institute of Technology. In 1969 promoveerde hij aan de Universiteit van Wisconsin-Madison. In 1970 trad hij aan bij de faculteit van het California Institute of Technology, waar hij in 1976 hoogleraar werd. In 1980 kreeg hij de Cole-prijs. In 1990 werd hij verkozen in de Amerikaans Nationale Academie van Wetenschappen.

## Boeken
- (en)  The classification of quasithin groups I and II, (met Stephen D. Smith) ISBN 0-8218-3410-X en ISBN 0-8218-3411-8 review
- (en)  Finite group theory ISBN 0-521-78675-4
- (en)  Sporadic groups ISBN 0-521-42049-0
- (en)  3-Transposition groups ISBN 0-521-57196-0
- (en)  The finite simple groups and their classification ISBN 0-300-02449-5
- (en)  Overgroups of Sylow subgroups in sporadic groups ISBN 0-8218-2344-2